# Baba Otu Mohammed
Baba Otu Mohammed ou Mohammed Baba Otu est un footballeur nigérian des années 1970.

## Biographie
Milieu de terrain ou attaquant des Super Eagles, il participe à la CAN 1976, inscrivant trois buts dans ce tournoi (deux contre le Zaïre lors du premier tour et un contre le Maroc lors de la phase finale). Le Nigeria termine troisième du tournoi.
Il joue ensuite la CAN 1978, inscrivant le but nigérian contre la Tunisie lors du match pour la troisième place. Comme en 1976, le Nigeria termine troisième.